# KIMI/サイバー・トラップ
『KIMI/サイバー・トラップ』（キミ/サイバー・トラップ Kimi）は、スティーヴン・ソダーバーグ監督、デヴィッド・コープ脚本・製作による2022年のアメリカのスリラー映画。2022年2月10日にHBO Maxでリリースされ、概ね好評を博した。

## キャスト
| 役名                     | 俳優                   | 日本語吹替 |
| ------------------------ | ---------------------- | ---------- |
| アンジェラ・チャイルズ   | ゾーイ・クラヴィッツ   | 白石涼子   |
| テリー・ヒューズ         | バイロン・バワーズ     | 阪口周平   |
| アントニオ・リバス       | ジェイム・カミル       | 長谷川敦央 |
| サマンサ・ジェリティ     | エリカ・クリステンセン | 木村涼香   |
| ブラッドリー・ハスリング | デレク・デルガウディオ | 遠藤純一   |
| ナタリー                 | リタ・ウィルソン       | 塩田朋子   |
| KIMI（キミ）             | ベッツィ・ブラントリー | 加藤有生子 |
| ジェシカ                 |                        | 秋田奈帆子 |

## 製作
2021年2月25日、スティーヴン・ソダーバーグがニュー・ライン・シネマの長編映画『Kimi』を監督し、ゾーイ・クラヴィッツが主演することが発表された。2021年3月、バイロン・バワーズ、ジェイム・カミル、ジェイコブ・バルガス、デレク・デルゴーディオがキャストに加わった。2021年4月、エリカ・クリステンセンとデヴィン・ラトレイがキャストに加わった主要撮影は2021年4月にロサンゼルスで始まり、屋内シーンの大半が撮影された。5月、制作はシアトルに移動し、屋外シーンの撮影が行われた。

## 公開
『KIMI/サイバー・トラップ』は2022年2月10日にHBO Maxで公開された。本国では、2022年4月12日にDVDとデジタルでリリースされた。日本では劇場公開されず、2022年6月3日にDVDとデジタルでリリースされた。

## 評価
映画批評集積サイトRotten Tomatoesでは、122人の批評家のレビューのうち92%が肯定的で、平均評価は10点満点中7.5点となっている。同サイトの総評は「21世紀風にアレンジされた、家に閉じこもったスリラー映画『KIMI/サイバー・トラップ』は、スティーヴン・ソダーバーグ監督の好演が観客を魅了している。ゾーイ・クラヴィッツの傑出した演技も大きな要因だ」となっている。加重平均を採用するMetacriticは、27人の批評家による評価に基づいて、100点満点中79点という「概ね好意的な」評価を与えた。
多くの批評家は、『KIMI/サイバー・トラップ』の多くの要素がアルフレッド・ヒッチコックの作品、特に『裏窓』に敬意を表していると指摘している。